# Ulrich Ferenc
Ulrich Ferenc (Budapest, 1923. június 19. – Budapest, 2000) Ybl Miklós-díjas magyar építész.

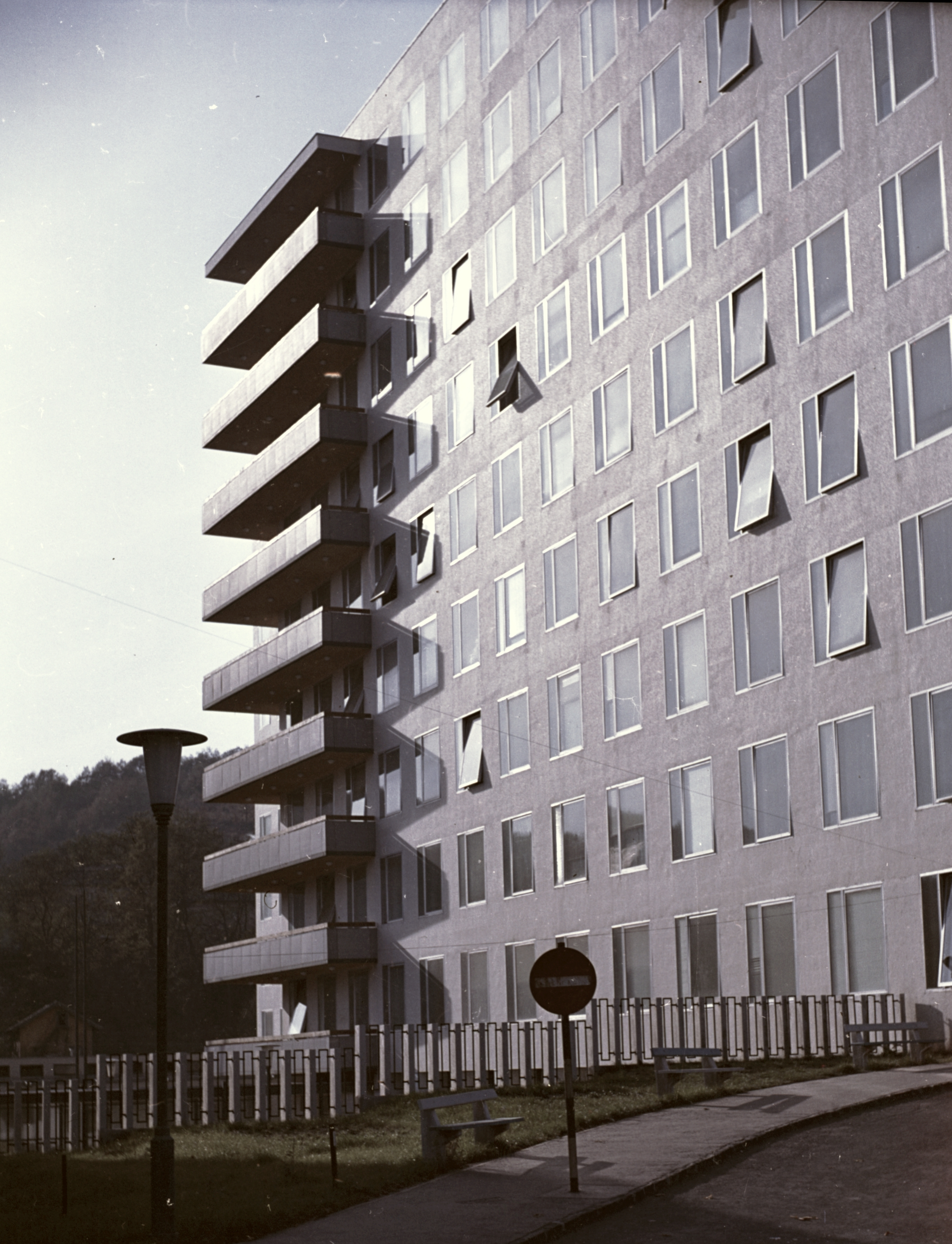
A salgótarjáni megyei kórház (Fortepan)

## Életpályája
Ulrich Ferenc a KÖZTI tervezője volt. 

## Művei
- Budapest, Tömő u. 25–29. szám: Semmelweis Egyetem Szemészeti Klinika volt épülete (1968–1972). Tervezte Ulrich Ferenc és Székely József.

## Díjai, elismerései
- Ybl Miklós-díj (1968)  a salgótarjáni 400 ágyas megyei kórház főépületének tervezéséért. [2]